# Live in Luleå
Live in Luleå è il primo album live della cantautrice svedese Fever Ray.

## Tracce
Testi e musiche di Fever Ray, eccetto dove indicato.
1. If I Had a Heart – 5:07
2. Triangle Walks – 4:21
3. Concrete Walls – 6:00
4. Seven – 5:36
5. I'm Not Done – 4:40
6. Now's the Only Time I Know – 3:55
7. Keep the Streets Empty for Me – 5:43 (Fever Ray, Cecilia Nordlund)
8. Dry and Dusty – 3:39
9. Stranger than Kindness – 5:05 (Anita Lane, Blixa Bargeld)
10. When I Grow Up – 5:36
11. Here Before – 3:44 (Vashti Bunyan)
12. Coconut – 8:02